# Skoki do wody na Letnich Igrzyskach Olimpijskich 1928 – skoki z trampoliny mężczyzn
Konkurs skoków do wody z trampoliny 3 m mężczyzn podczas Letnich Igrzyskach Olimpijskich 1928 rozegrany został 9 sierpnia 1928 r.

## Wyniki
Rywalizowano w trzech grupach eliminacyjnych. Z każdej grupy trzech najlepszych skoczków awansowało do finału. Do ustalenia poszczególnych miejsc zastosowano system punkt za miejsce 1 pkt - 1 miejsce, 2 pkt - 2 miejsce itd. (każdy z pięciu sędziów podawał ostateczną kolejności dla zawodników). Zawodnicy z najmniejszą liczbą punktów awansowali do finału.

### Eliminacje
Grupa 1
| Pozycja | Zawodnik        | Kraj              | Sędzia 1 | Sędzia 1 | Sędzia 2 | Sędzia 2 | Sędzia 3 | Sędzia 3 | Sędzia 4 | Sędzia 4 | Sędzia 5 | Sędzia 5 | Punkty | Wynik (średnia wyników) |
| Pozycja | Zawodnik        | Kraj              | Pozycja  | Wynik    | Pozycja  | Wynik    | Pozycja  | Wynik    | Pozycja  | Wynik    | Pozycja  | Wynik    | Punkty | Wynik (średnia wyników) |
| ------- | --------------- | ----------------- | -------- | -------- | -------- | -------- | -------- | -------- | -------- | -------- | -------- | -------- | ------ | ----------------------- |
| 1.      | Pete Desjardins | Stany Zjednoczone | 1        | 179,1    | 1        | 180,5    | 1        | 179,7    | 1        | 185,2    | 1        | 186      | 5      | 182,10                  |
| 2.      | Heinz Plumanns  | Niemcy            | 4        | 129,3    | 2        | 171,2    | 2        | 145,8    | 2        | 154,5    | 2        | 139,2    | 12     | 148,00                  |
| 3.      | Alfred Phillips | Kanada            | 2        | 146,1    | 4        | 135,7    | 3        | 136,3    | 4        | 123,00   | 4        | 129,4    | 17     | 134,10                  |
| 4.      | Luciano Cozzi   | Włochy            | 5        | 126,3    | 3        | 140,0    | 4        | 135,0    | 3        | 123,7    | 5        | 120,7    | 20     | 129,14                  |
| 5.      | Edmund Lindmark | Szwecja           | 3        | 138,6    | 6        | 115,5    | 5        | 114,5    | 5        | 117,2    | 3        | 132,7    | 22     | 123,70                  |
| 6.      | Henk Lotgering  | Holandia          | 6        | 115,8    | 5        | 123,2    | 6        | 103,8    | 6        | 107,8    | 6        | 114,3    | 29     | 112,98                  |
| 7.      | Armand Billard  | Francja           | 8        | 102,6    | 7        | 114,1    | 7        | 96,9     | 8        | 92,1     | 7        | 101,5    | 37     | 101,44                  |
| 8.      | Josef Nesvadba  | Czechosłowacja    | 7        | 108,7    | 8        | 109,1    | 8        | 96,4     | 7        | 98,9     | 8        | 99,3     | 38     | 102,48                  |

Grupa 2
| Pozycja | Zawodnik           | Kraj              | Sędzia 1 | Sędzia 1 | Sędzia 2 | Sędzia 2 | Sędzia 3 | Sędzia 3 | Sędzia 4 | Sędzia 4 | Sędzia 5 | Sędzia 5 | Punkty | Wynik (średnia wyników) |
| Pozycja | Zawodnik           | Kraj              | Pozycja  | Wynik    | Pozycja  | Wynik    | Pozycja  | Wynik    | Pozycja  | Wynik    | Pozycja  | Wynik    | Punkty | Wynik (średnia wyników) |
| ------- | ------------------ | ----------------- | -------- | -------- | -------- | -------- | -------- | -------- | -------- | -------- | -------- | -------- | ------ | ----------------------- |
| 1.      | Michael Galitzen   | Stany Zjednoczone | 1        | 186,3    | 1        | 171,2    | 1        | 177,5    | 1        | 181,1    | 1        | 178,6    | 5      | 178,94                  |
| 2.      | Farid Simajka      | Królestwo Egiptu  | 2        | 166,5    | 2        | 161,7    | 2        | 168,9    | 2        | 160,4    | 2        | 167,3    | 10     | 164,96                  |
| 3.      | Ewald Riebschläger | Niemcy            | 3        | 142,0    | 3        | 159,9    | 3        | 151,7    | 3        | 154,3    | 3        | 148,1    | 15     | 151,20                  |
| 4.      | Július Balász      | Czechosłowacja    | 4        | 132,1    | 4        | 142,3    | 4        | 136,8    | 4        | 146,5    | 4        | 138,5    | 20     | 139,24                  |
| 5.      | Curt Sjöberg       | Szwecja           | 5        | 124,7    | 5        | 133,2    | 6        | 127,6    | 6        | 125,1    | 5        | 135,7    | 27     | 129,26                  |
| 6.      | Josef Staudinger   | Austria           | 6        | 121,8    | 6        | 129,2    | 5        | 135,9    | 5        | 132,8    | 6        | 123,0    | 28     | 128,54                  |
| 7.      | Arthur Bischoff    | Szwajcaria        | 7        | 97,0     | 7        | 103,3    | 7        | 100,0    | 7        | 96,9     | 7        | 103,5    | 35     | 100,14                  |
| 8.      | Harry Morris       | Australia         | 8        | 91,5     | 8        | 101,9    | 8        | 85,0     | 8        | 96,1     | 8        | 97,8     | 40     | 94,46                   |

Grupa 3
| Pozycja | Zawodnik          | Kraj              | Sędzia 1 | Sędzia 1 | Sędzia 2 | Sędzia 2 | Sędzia 3 | Sędzia 3 | Sędzia 4 | Sędzia 4 | Sędzia 5 | Sędzia 5 | Punkty | Wynik (średnia wyników) |
| Pozycja | Zawodnik          | Kraj              | Pozycja  | Wynik    | Pozycja  | Wynik    | Pozycja  | Wynik    | Pozycja  | Wynik    | Pozycja  | Wynik    | Punkty | Wynik (średnia wyników) |
| ------- | ----------------- | ----------------- | -------- | -------- | -------- | -------- | -------- | -------- | -------- | -------- | -------- | -------- | ------ | ----------------------- |
| 1.      | Harold Smith      | Stany Zjednoczone | 1        | 174,8    | 1        | 168,9    | 1        | 169,0    | 1        | 167,1    | 1        | 168,7    | 5      | 169,70                  |
| 2.      | Arthur Mund       | Niemcy            | 2        | 146,1    | 2        | 162,4    | 2        | 148,1    | 3        | 142,8    | 2        | 143,0    | 11     | 148,48                  |
| 3.      | Fumio Takashina   | Japonia           | 3        | 134,0    | 3        | 143,1    | 3        | 137,0    | 2        | 144,6    | 3        | 140,4    | 14     | 139,82                  |
| 4.      | Maurice Lepage    | Francja           | 5        | 126,6    | 4        | 134,2    | 4        | 129,6    | 4        | 142,3    | 4        | 129,9    | 21     | 132,52                  |
| 5.      | Louis Gompers     | Holandia          | 4        | 129,1    | 5        | 124,3    | 5        | 113,2    | 5        | 125,2    | 5        | 124,4    | 24     | 123,24                  |
| 6.      | Federico Mariscal | Meksyk            | 7        | 85,4     | 6        | 87,9     | 6        | 90,0     | 6        | 86,4     | 6        | 94,5     | 31     | 88,84                   |
| 7.      | Stanley C. Mercer | Wielka Brytania   | 6        | 88,6     | 7        | 71,6     | 7        | 78,1     | 7        | 82,5     | 7        | 88,4     | 34     | 81,84                   |

### Finał
Egipcjanin Farid Simajka miał mniej punktów (za uzyskane miejsca - 13) niż Amerykanin Michael Galitzen (14) ale o kolejności zadecydowała większa liczba wyższych 2 miejsc przyznanych przez sędziów dla Amerykanina (3) niż dla Egipcjanina (2).
| Pozycja | Zawodnik           | Kraj              | Sędzia 1 | Sędzia 1 | Sędzia 2 | Sędzia 2 | Sędzia 3 | Sędzia 3 | Sędzia 4 | Sędzia 4 | Sędzia 5 | Sędzia 5 | Punkty | Wynik (średnia wyników) |
| Pozycja | Zawodnik           | Kraj              | Pozycja  | Wynik    | Pozycja  | Wynik    | Pozycja  | Wynik    | Pozycja  | Wynik    | Pozycja  | Wynik    | Punkty | Wynik (średnia wyników) |
| ------- | ------------------ | ----------------- | -------- | -------- | -------- | -------- | -------- | -------- | -------- | -------- | -------- | -------- | ------ | ----------------------- |
| złoto   | Pete Desjardins    | Stany Zjednoczone | 1        | 187,9    | 1        | 181,1    | 1        | 181,6    | 1        | 186,8    | 1        | 187,8    | 5      | 185,04                  |
| srebro  | Michael Galitzen   | Stany Zjednoczone | 2        | 181,9    | 4        | 167,7    | 2        | 176,0    | 2        | 176,0    | 4        | 168,7    | 14     | 174,06                  |
| brąz    | Farid Simajka      | Królestwo Egiptu  | 3        | 171,4    | 2        | 173,3    | 3        | 173,1    | 3        | 172,9    | 2        | 171,6    | 13     | 172,46                  |
| 4.      | Harold Smith       | Stany Zjednoczone | 4        | 168,9    | 3        | 172,6    | 4        | 167,2    | 4        | 166,5    | 3        | 169,6    | 18     | 168,96                  |
| 5.      | Arthur Mund        | Niemcy            | 6        | 148,3    | 5        | 166,5    | 5        | 158,2    | 7,5      | 146,1    | 6        | 154,5    | 29,5   | 154,72                  |
| 6.      | Ewald Riebschläger | Niemcy            | 7        | 148,1    | 6        | 160,9    | 6        | 150,9    | 5        | 158,5    | 7        | 150,9    | 31     | 153,86                  |
| 7.      | Alfred Phillips    | Kanada            | 5        | 151,6    | 8        | 149,0    | 7        | 145,5    | 7,5      | 146,1    | 5        | 155,2    | 32,5   | 149,48                  |
| 8.      | Heinz Plumanns     | Niemcy            | 8        | 147,6    | 7        | 155,3    | 8        | 143,0    | 6        | 156,9    | 8        | 148,1    | 37     | 150,18                  |
| 9.      | Fumio Takashina    | Japonia           | 9        | 137,4    | 9        | 142,8    | 9        | 131,2    | 9        | 143,9    | 9        | 143,6    | 45     | 139,78                  |